# Avaré, São Paulo
23°05′56″N 48°55′33″T / 23,09889°N 48,92583°T
Avaré là một đô thị ở bang São Paulo, Brasil. Thành phố này có dân số (năm 2007) là 80.026 người, diện tích là 1.216.640 km², mật độ dân số 72,2 người/km². Đô thị này nằm ở độ cao m, cách thủ phủ bang São Paulo km. Đô thị này nằm ở khu vực khí hậu. Theo điều tra năm 2000, đô thị này có chỉ số phát triển con người là 0.806.
Đô thị này giáp các đô thị: Borebi, Lençóis Paulista, Iaras, Pratânia, Itaí, Paranapanema, Botucatu, Itatinga, Cerqueira César và Arandu

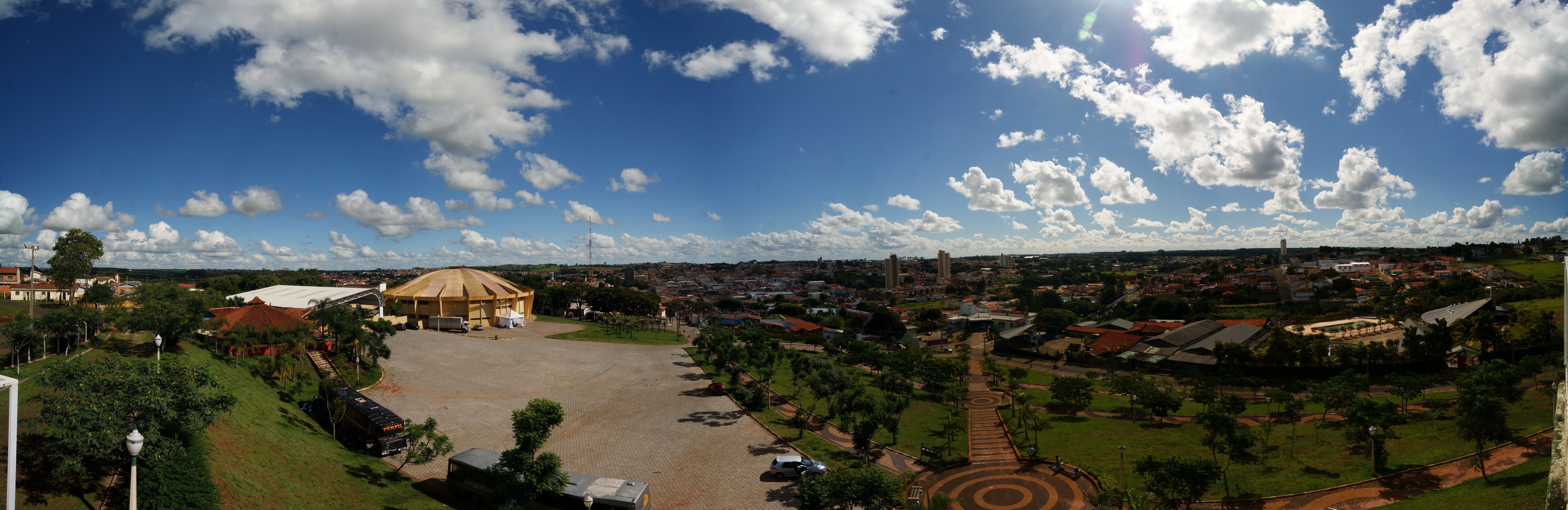

## Các sông
- Sông Paranapanema
- Rio Pardo
- Rio Novo
- Barragem de Jurumirim
- Represa de Jurumirim